# John Newton (actor)
John Haymes Newton (Chapel Hill, 29 de diciembre de 1965) es un actor estadounidense de cine y televisión, reconocido principalmente por interpretar el papel de Clark Kent en la serie de televisión Superboy en su primera temporada y de Ryan McBride en la serie de corte juvenil Melrose Place.

## Filmografía

### Cine y televisión
- Superboy (1988–1989)
- Everyday Heroes (1990)
- CBS Schoolbreak Special (1991)
- Cool as Ice (1991)
- Desert Kickboxer (1992)
- Alive (1993)
- The Untouchables (1993)
- Models Inc. (1994)
- Walker, Texas Ranger (1997)
- Goodbye America (1997)
- Viper (1997)
- Dark Tides (1998)
- Melrose Place (1998–1999)
- Operation Sandman (2000)
- Desperate Housewives (2004)
- The Christmas Card (2006)
- S.S. Doomtrooper (2006)
- The Haunting of Molly Hartley (2008)
- Yesterday Was a Lie (2009)
- Superman Classic (2011)
- The Mentalist (2011)
- Bizarro Classic (2012)
- Flash Gordon Classic (2015)
- Batwoman (2019)